# 末期ローマ建築

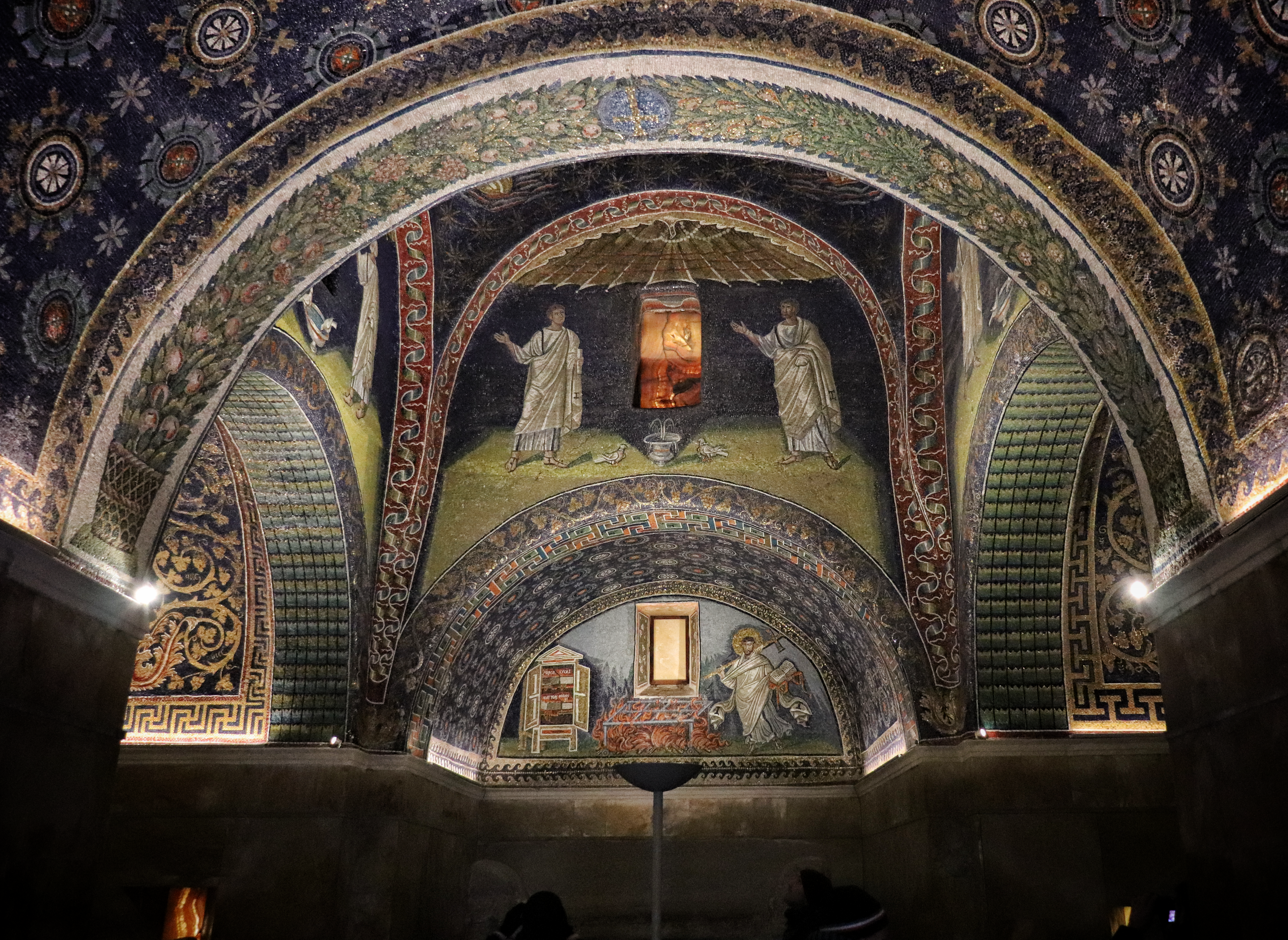
ガッラ・プラキディア廟堂の内部のモザイク。

末期ローマ建築（まっきローマけんちく）とは、ローマ帝国末期及び古代末期における建築様式・手法の呼称。テトラルキア期のローマ帝国や西ローマ帝国、東ローマ帝国、及び東ゴート王国をはじめとする古代末期の諸国家で用いられた。本来、ローマ建築の一部であるが、実際はそれ以前のヘレニズム期の建築様式を美の規範としていた建築とは異なる色合いを帯びるため、ローマ帝国最盛期までのローマ建築とは別途の建築様式と言える。この時期、ローマ建築の優れた技法・技術はゲルマン人の大移動や西ローマ帝国の崩壊の過程で失われていき、建築活動も停滞するが、後のカロリング・ルネサンスやロマネスク建築などに影響を与える様式が形成された。初期キリスト教建築の教会堂には末期ローマ建築が用いられ、主要な建築物にはラヴェンナのガッラ・プラキディア廟堂などがある。

## 概要
ローマ建築の末期の建築物の建築様式の呼称であり、主に旧来の首都ローマからテトラルキアによってそれぞれの皇帝の宮廷が置かれたコンスタンティノープル、メディオラヌム（現在のミラノ）、アウグスタ・トレウェロルム（現在のトリーア）や、西ローマ帝国の首都となったラウェンナ（現在のラヴェンナ）などで盛んであった。
ローマ建築の円熟期である2世紀頃よりのちの、3世紀の危機を脱したローマ帝国において成立した。テトラルキアの以前、ローマ帝国は3世紀の危機を経験していた。各地で軍やそれに擁立された簒奪帝が中央に対して反乱を繰り返し、また、ガリアにはガリア帝国、エジプト属州やアラビア属州にはパルミラなどの諸勢力が独立していた。混乱期の中で建築技術は損なわれ、それと同時に古代ギリシア建築由来の要素や規範は崩れ、オリエントの影響を受けて新たな様式が誕生した。ローマ建築は、ローマ帝国の混乱と関連して変容を遂げた。末期ローマ建築期になると、レンガなどの建材が主流に、古代ギリシャ・ヘレニズム風の意匠を受け継ぎつつも、アーチ・ドームなどローマ的要素の多用への転換が起こった。また、東方属州の現在のシリア、レバノンなどの建築様式も取り入れられ、ディオクレティアヌス宮殿やアンティオキア（現在のアンタキヤ）にはシリアの都市バールベックの広場やパルミラ市のベル神殿に用いられたような、エンタブラチュア中にアーチをもうける意匠や、テルマエの屋根に用いられた交差ヴォールト構造が見受けられる。
また、オーダー（柱頭）の意匠も大きく変化した。古代末期以前の古代ローマでは、古代ギリシアで確立されたドリス式、イオニア式、コリント式などの一定の基準のもうけられた柱頭が共和政ローマから用いられてきた。しかし、末期ローマ建築ではその様式は衰退し、代わって自由な造形の柱頭が使用されるようになった。前述のさまざまな特徴は、後に、バシリカやビザンティン建築へと継承され、更に発展することとなる。

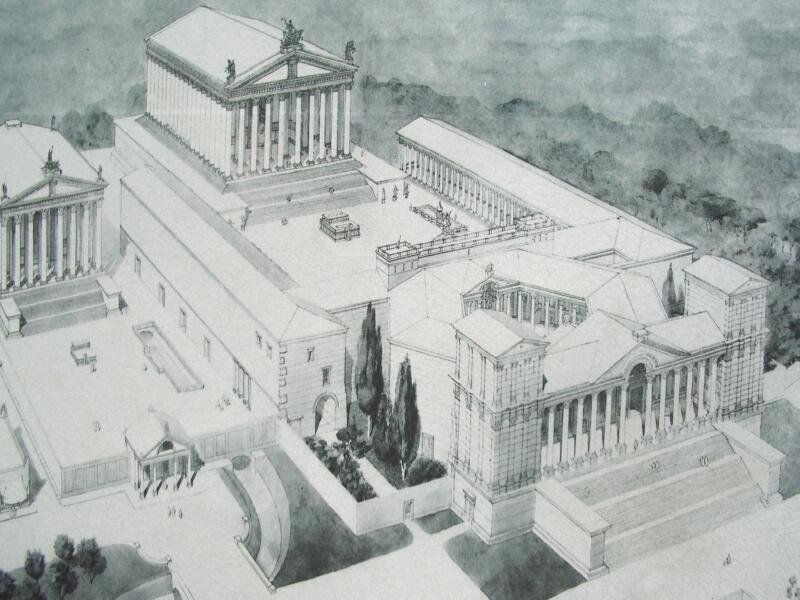
バールベックの復元図（2世紀 - 3世紀頃、レバノン）
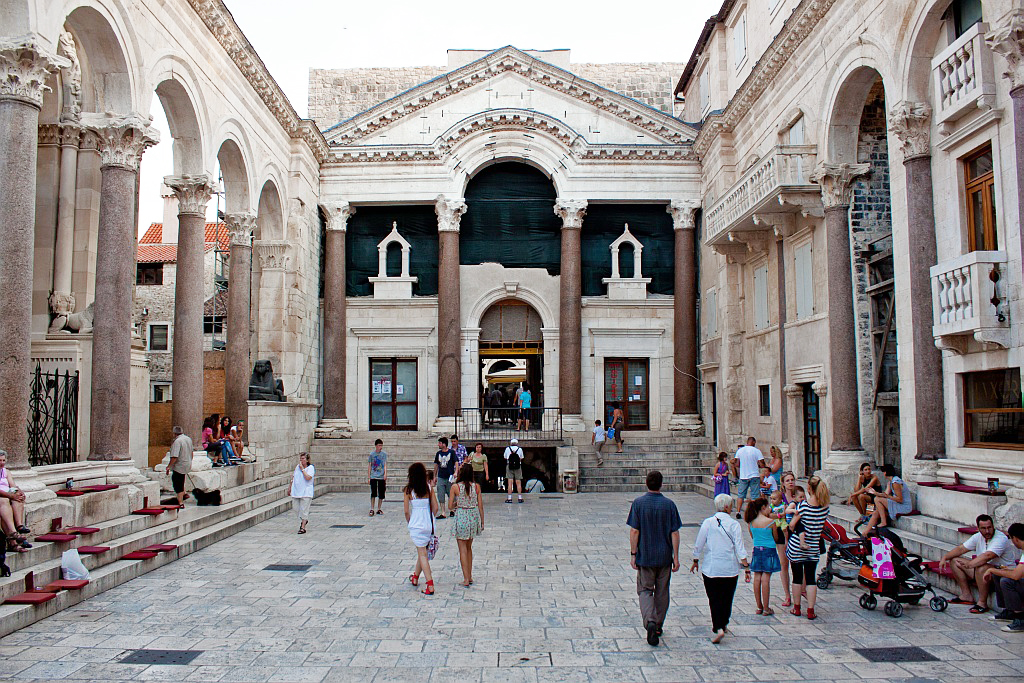
ディオクレティアヌス宮殿（3世紀 - 4世紀、ダルマティア）
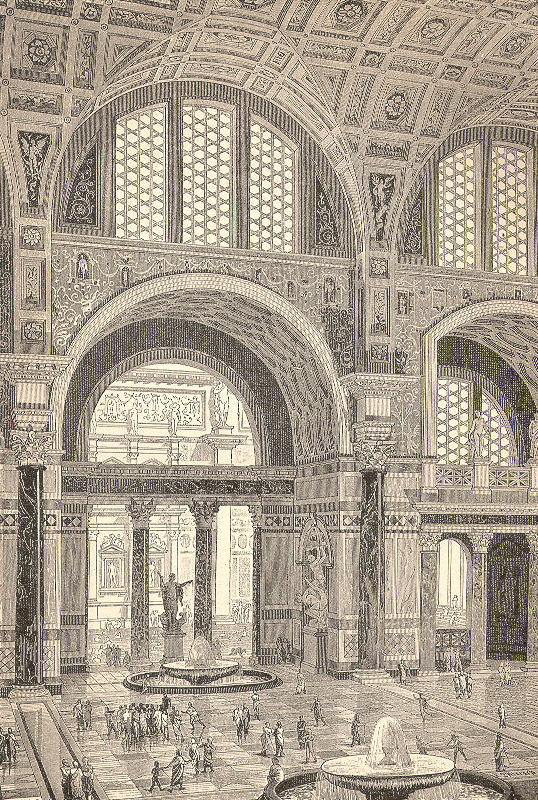
カラカラ浴場の復元図（3世紀初期、ローマ）
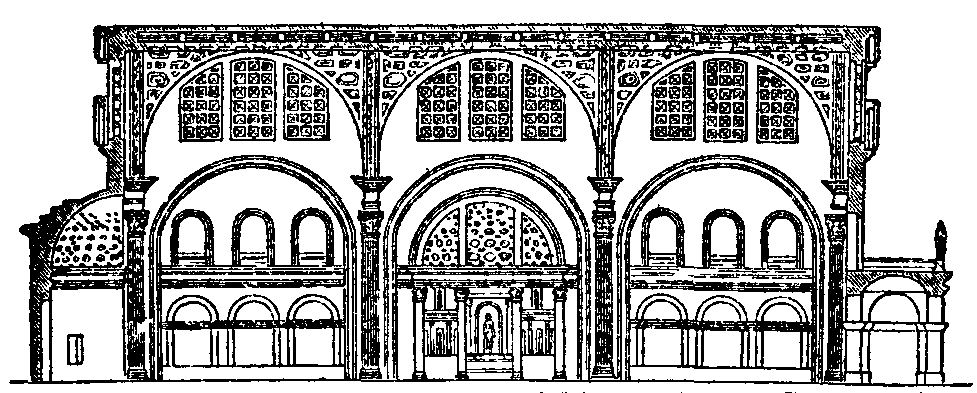
マクセンティウスのバシリカの復元図（4世紀、ローマ）

## 沿革
ディオクレティアヌス帝のテトラルキア以前のローマ建築においては、その主な建築物は公衆的で、大規模であった。ローマ帝国は2世紀前期にパクス・ロマーナを迎え、皇帝トラヤヌスの時代に建築活動の最盛期を迎え帝国全土で公衆浴場、フォルム、劇場、円形闘技場などの都市民の生活を支える建築物が盛んに建てられた。ローマ市内においては、トラヤヌス浴場などが建造されたが、その後継者ハドリアヌス以降は建築の飽和状態に陥り、それ以降のローマ市での建築活動は停滞する。
末期ローマ建築の特徴の一つに、古代ギリシア由来の古典的な人体比率が崩れ、より平面的・象徴的になった彫刻が用いられたことがあるが、その様式の変化は2世紀後半の皇帝マルクス・アウレリウスの時代から起こりつつあった。彼の治世に近い時期に建てられたマルクス・アウレリウスの記念柱やセプティミウス・セウェルスの凱旋門では、以前のトラヤヌス時代の建築物と比較して建築自体は様式と多くの点で似ているが、彫刻の様式は全く異なっている。2世紀後半の様式には、人物の頭部は不釣合いに大きく、表情が判りやすく、布のひだが深く単純などの古代末期の様式と共通する特徴を持っている。トラヤヌス以前の彫刻作品より精巧さは劣るが、彫りを深くすることで陰影を強くして見やすくしている。
2世紀末、ローマ帝国の末期の時代となると、国力は低下し、更にゲルマン人の南下などにより、壮大な建築を建設するほどの余裕、技術は失われていった。また、キリスト教の普及とともに、ローマ古代の神々を祭る、大きな神殿などは造られず、313年のコンスタンティヌスによるミラノ勅令以降は逆にこぢんまりとして閉鎖的なキリスト教の教会堂建築などが数多く建設されるようになり、ローマの大規模で公衆的な建築を行う力は衰退していった。
293年のディオクレティアヌスによるテトラルキア以後、有力者間の権力抗争が絶えず、ゴート族との戦闘で皇帝ウァレンスが戦死するなど、異民族の侵入により弱体化したローマ帝国に、大規模な建築事業は不可能となった。最後の偉大な建築者はコンスタンティヌスであり、彼の建造したコンスタンティヌスのバシリカ、コンスタンティヌスの凱旋門、トリーア（アウグスタ・トレウェロルム）の皇帝宮殿（アウラ・パラティナ）、そしてコンスタンティノープルには末期ローマ建築の特徴がはっきりと表れている。また、ローマ帝国の最盛期には、その全土において公衆浴場が盛んに造られたが、コンスタンティヌスによるコンスタンティヌスの公衆浴場を最後に再建を除いては建設されることが無くなった。それらの一見粗雑になったとも受け取れる建築は、彫刻様式の変化と3世紀の危機における技術の衰退、オリエントの建築要素の影響を受けており、後に技術の喪失と相まってビザンティン美術へと変化してゆく。
その後もローマ帝国は衰退の一途をたどり、395年のローマ帝国の東西分裂後、コンスタンティノープルを皇帝府にした東ローマ帝国（のちのビザンツ帝国」）、ミラノを皇帝府とした「西ローマ帝国」に分かれることとなった。文化的に国力が豊富な東ローマ帝国では、ビザンティン建築として建築が発展し、ハギア・ソフィア大聖堂などの傑作が生みだされた。一方、西ローマ帝国の国家基盤は早々に瓦解し、3代目のウァレンティニアヌス3世の時代には、ガリアのほとんどを喪失した。建築様式も、ガッラ・プラキディア廟堂、バチカンのホノリウス廟堂など一部の例外を除いて停滞することとなり、以前の古代の建造物（フォルム・ロマヌムなど）は古代末期の都市の衰退とともに忘れ去られていった。
それに追い打ちをかけたのが、西ゴート族のアラリック1世、ヴァンダル族などの様々な蛮族によるローマ市の侵略であった。ローマは、すでに帝国の都としての地位は失っていたが、蛮族らの支配などにより、フォルム・ロマヌムなどの建造物は、廃墟と化したのであった。古代末期の公衆建築の代表格と言える公衆浴場は、古代末期のゲルマン民族の侵略（時に水道などのインフラの破壊を伴った）、東方属州では、7世紀のサーサーン朝の侵入による混乱とともに公衆浴場も放棄されていった。こうして、ローマ帝国の各地に存在した公衆浴場は廃墟と化した。
しかし、西ローマ帝国の首都ラヴェンナではわずかに事業（ガッラ・プラキディア廟堂など）が継続された。また、西ローマ帝国が滅亡した以後には、その支配領域を受け継いだ東ゴート王国のテオドリック大王らによって建築活動が続けられた。この時期の建築物にはテオドリック宮殿、テオドリック廟、サンタポリナーレ・ヌオヴォ聖堂などがある。これらは全てテオドリック大王が建設したものである。また、この時期の建築物としてサンタポリナーレ・イン・クラッセ聖堂やサン・ヴィターレ聖堂があり、末期ローマ建築の意匠や技法を受け継いでいるが、これらはビザンティン建築に分類されることが多い。
末期ローマ建築は、後にバシリカ、ビザンティン建築などとして変貌を遂げていった。

## 特徴
古代末期、建築様式はドミナートゥスなどの政治体制とともにオリエントの影響を強く受けた。
以前のローマ建築では石材のや石材の張石、ローマン・コンクリートが主流であった。しかし、これ等は末期ローマ建築ではレンガなどとなったが、これはキリスト教建築への移行である。これまでは、ギリシア的な列柱等が主流であったものが、次第にアーチなどを中心とする技法に変化し、柱頭に関しても、形式的なオーダーが消滅し、粗雑なものとなっていった。古代末期には、コンスタンティノープルの城壁に代表される、主に大理石の切り石と煉瓦を交互に組み合わせた意匠が使用されるようになる。この手法は、後にビザンティン建築でも用いられ続け、東ローマ帝国の教会堂建築にも多用されることとなる。
また、内部の装飾も、以前は床や壁への使用に用途が限定されていたモザイクが、天井などにも用いられるようになった。これは、キリスト教の聖堂の神秘的な空間を構成しようとしてはじめて使用されるようになった様式である。その代表的なものがラヴェンナのガッラ・プラキディア廟堂であり、その内部はモザイクでキリスト教的なモチーフが表現された、厳粛な空間で構成されている。また、このモザイクの伝統は西欧のロマネスク建築では廃れるものの、東ローマ帝国においてビザンティン建築の重要な要素として継承され、15世紀の帝国の滅亡まで使用され続けた。他方、最初期のウマイヤ・モスクなどのイスラム建築にも影響を与えた。

## 年表
- 293年 ‐テトラルキア開始
- 295年 - ディオクレティアヌス宮殿の建築開始
- 330年 - コンスタンティノポリスの建設が開始される
- 395年 ‐ ローマ帝国の東西分裂
- 451年 ‐ 西ゴート族のローマ略奪、フォルム・ロマヌムなどの古代以来の建築は廃墟と化した。
- 453年頃 ‐ ガッラ・プラキディア廟堂建設開始。
- 476年/480年 - 西ローマ帝国の滅亡
- 490年頃 - サンタポリナーレ・ヌオヴォ聖堂の建設
- 520年頃 - テオドリック廟の建設
- 537年 - ビザンティン建築の代表であるハギア・ソフィア大聖堂の献堂。

## ギャラリー

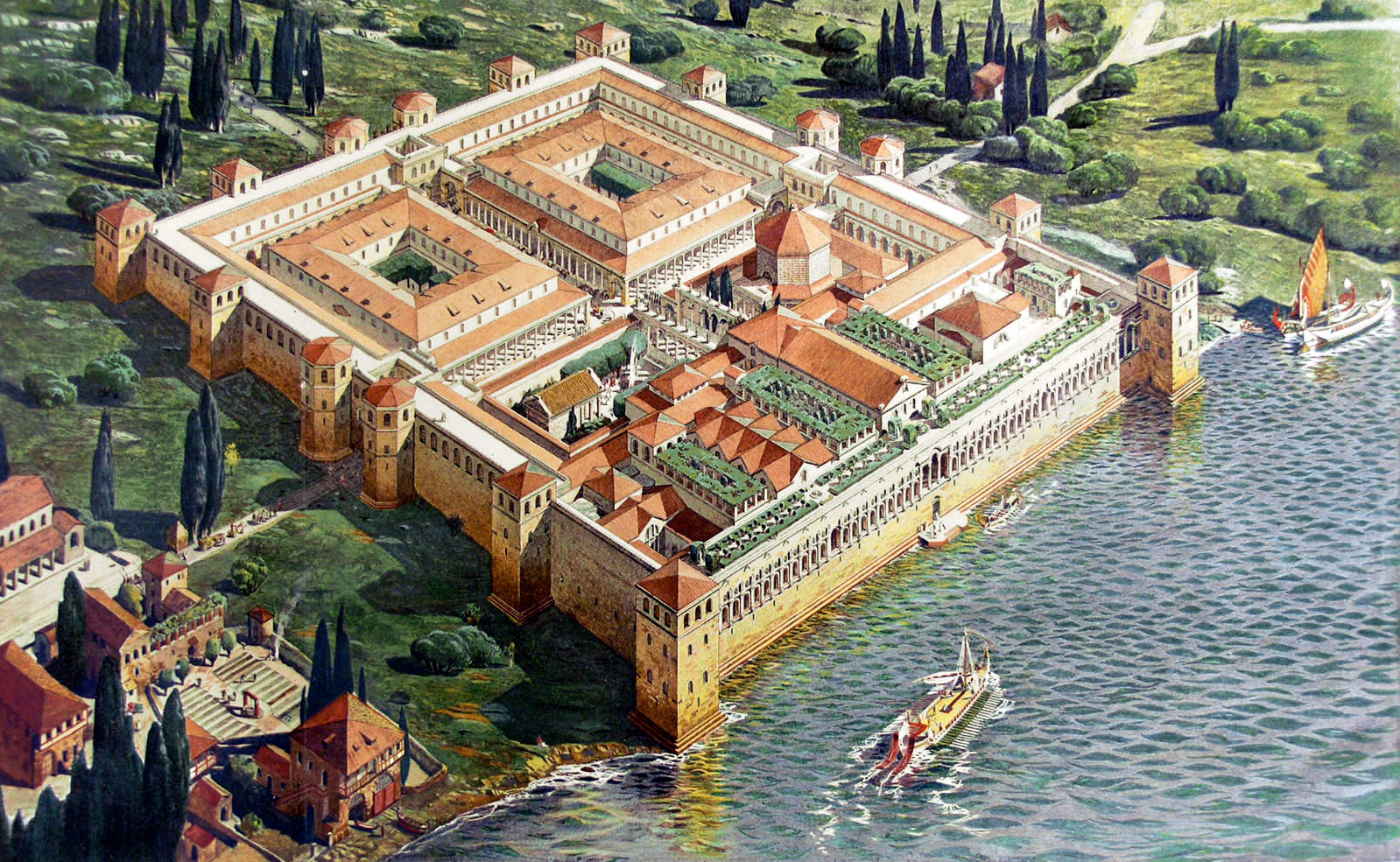
ディオクレティアヌス宮殿の復元図
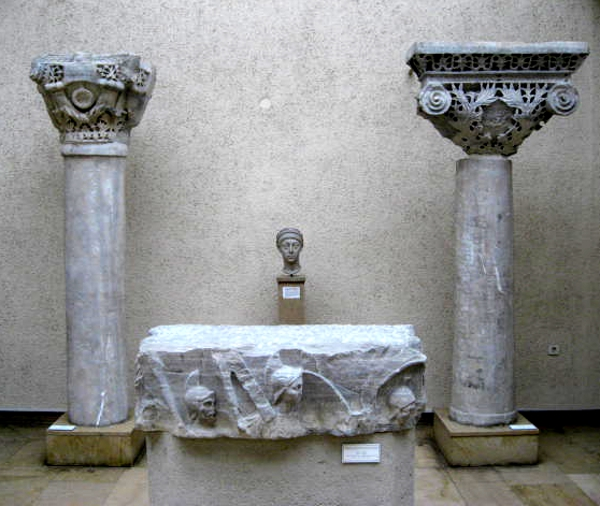
テオドシウスのフォルム（コンスタンティノポリス）の柱。伝統的なオーダーが使用されていない。
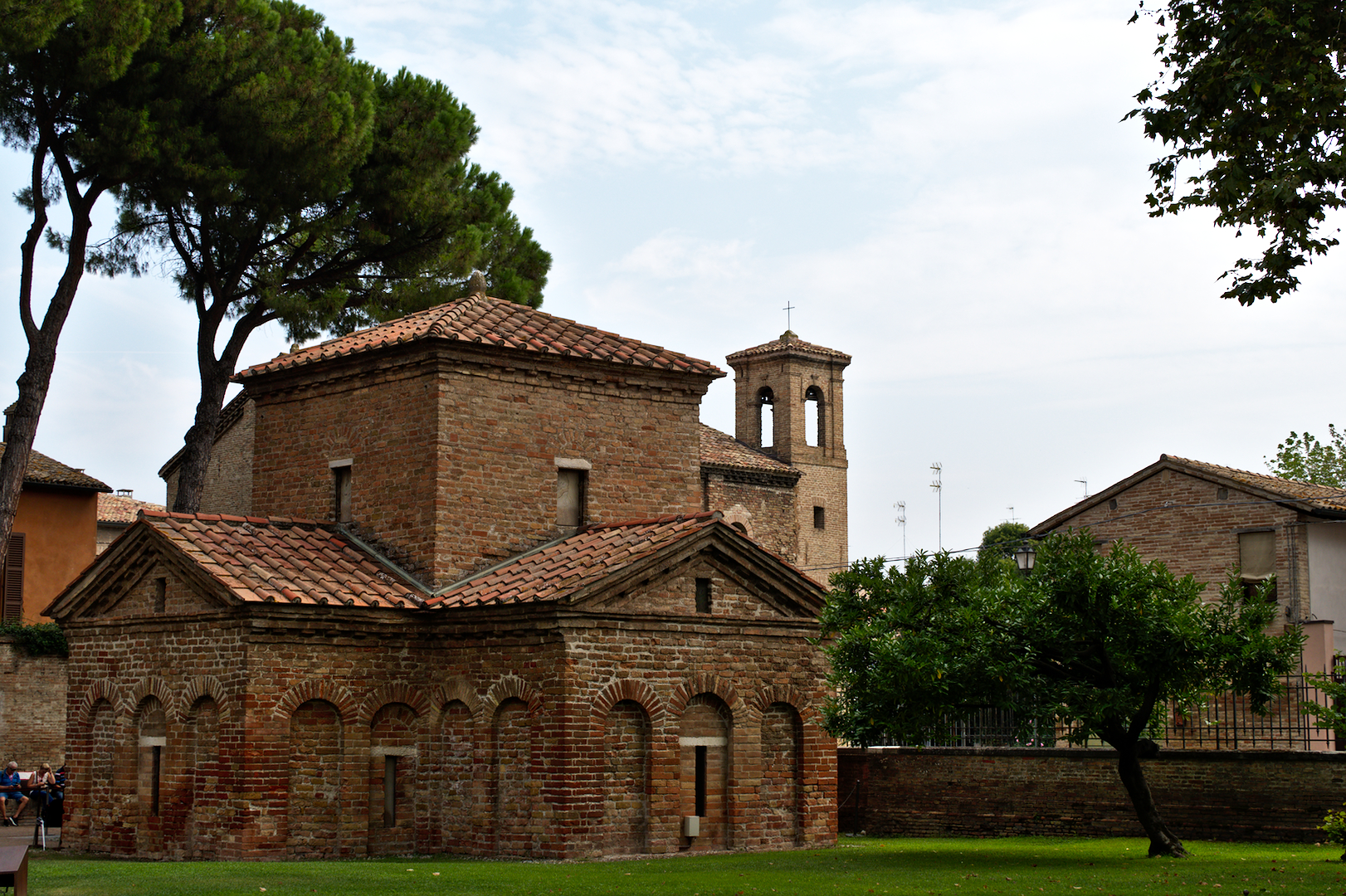
ガッラ・プラキディア廟堂
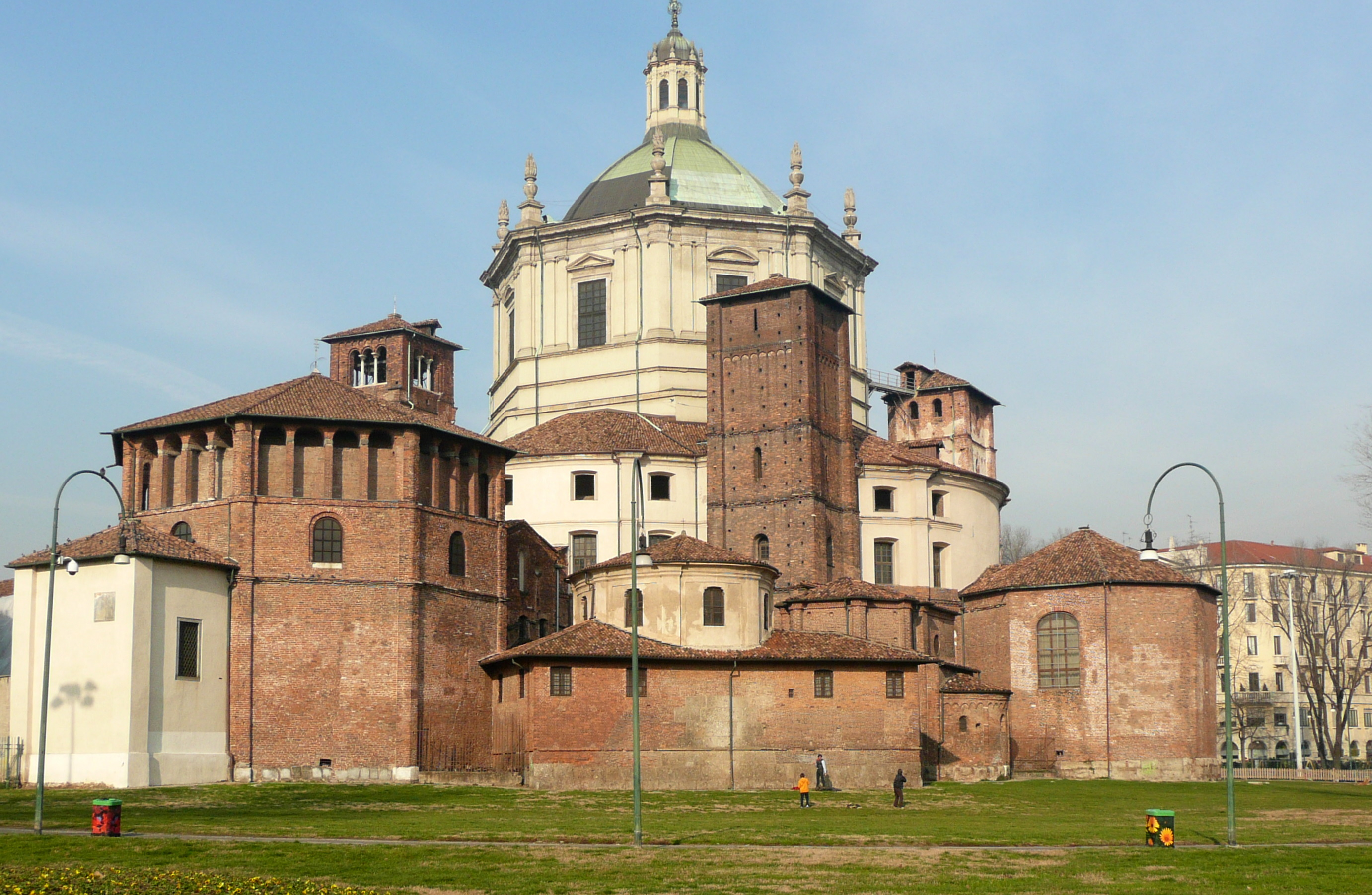
サン・ロレンツォ聖堂
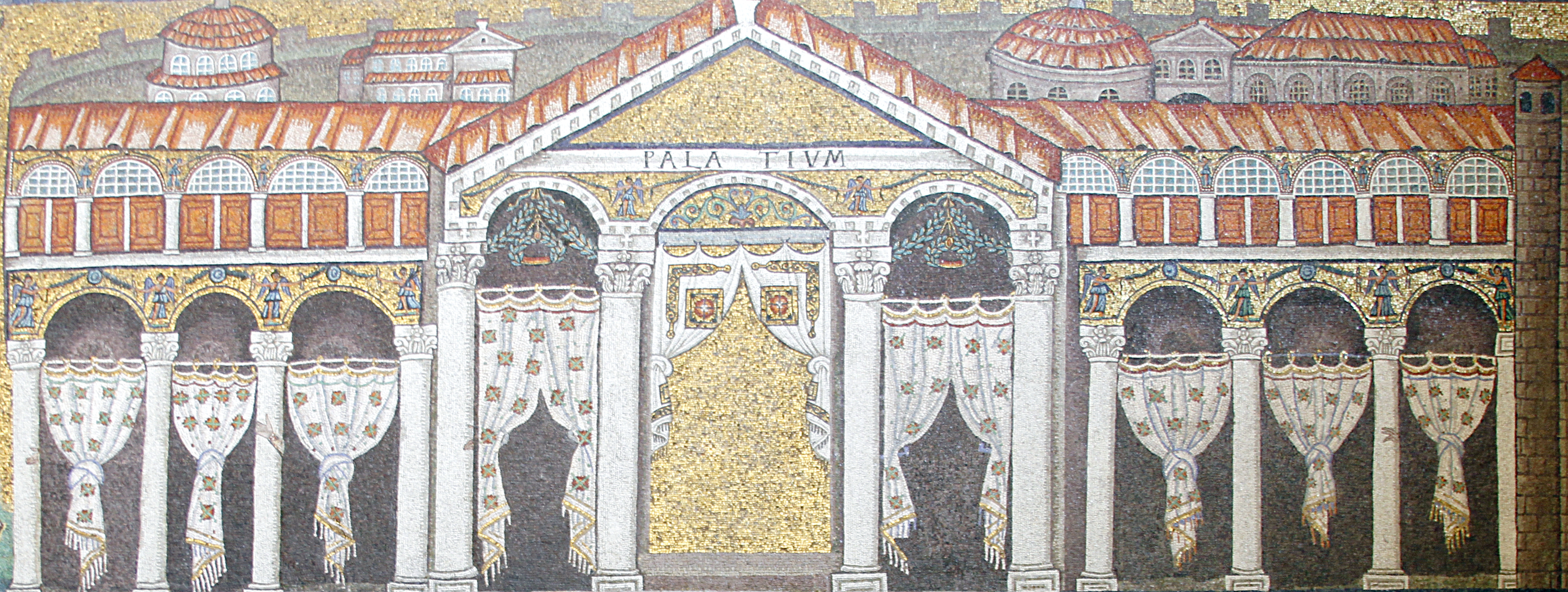
テオドリック宮殿
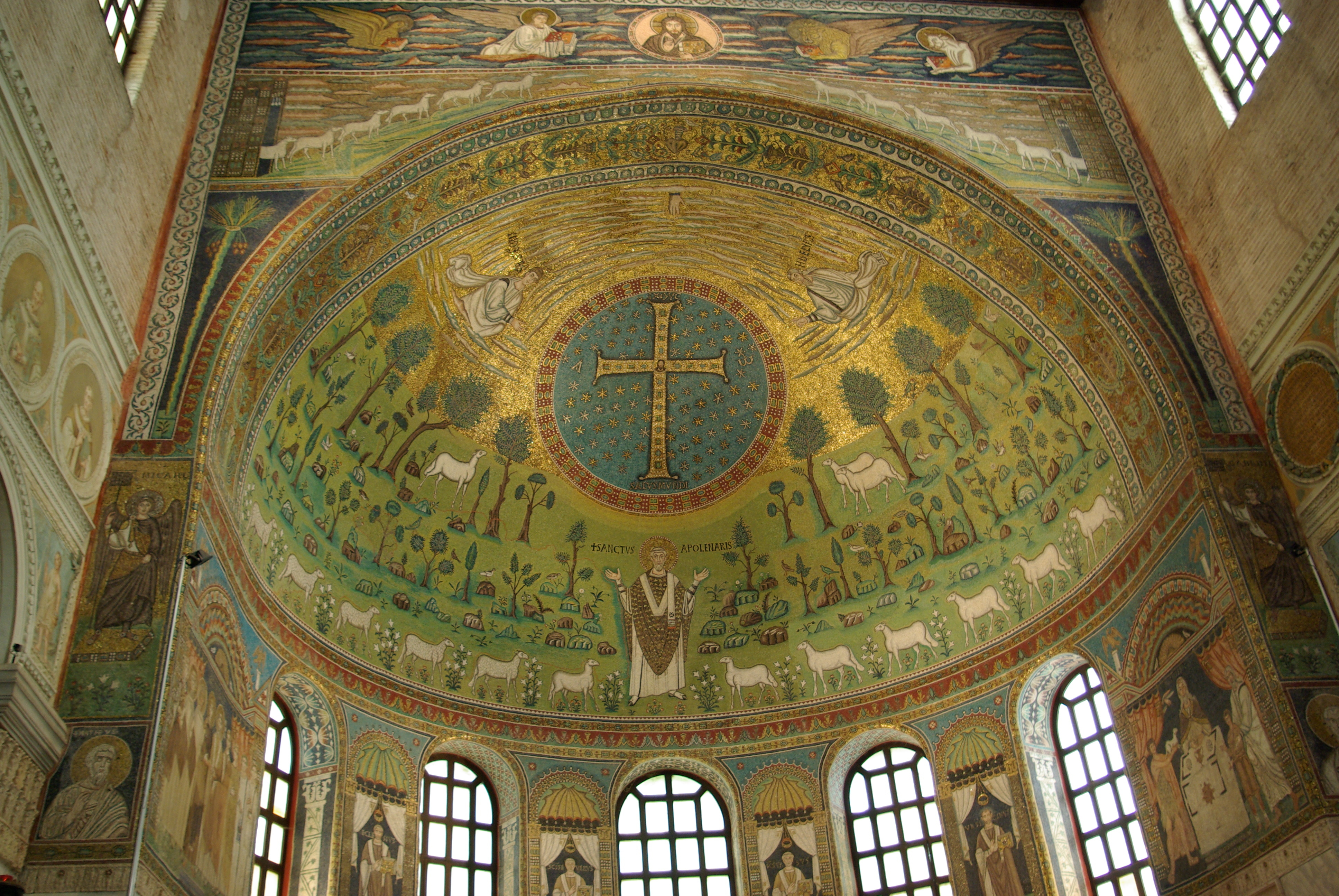
サンタポリナーレ・イン・クラッセ聖堂のアプスのモザイク
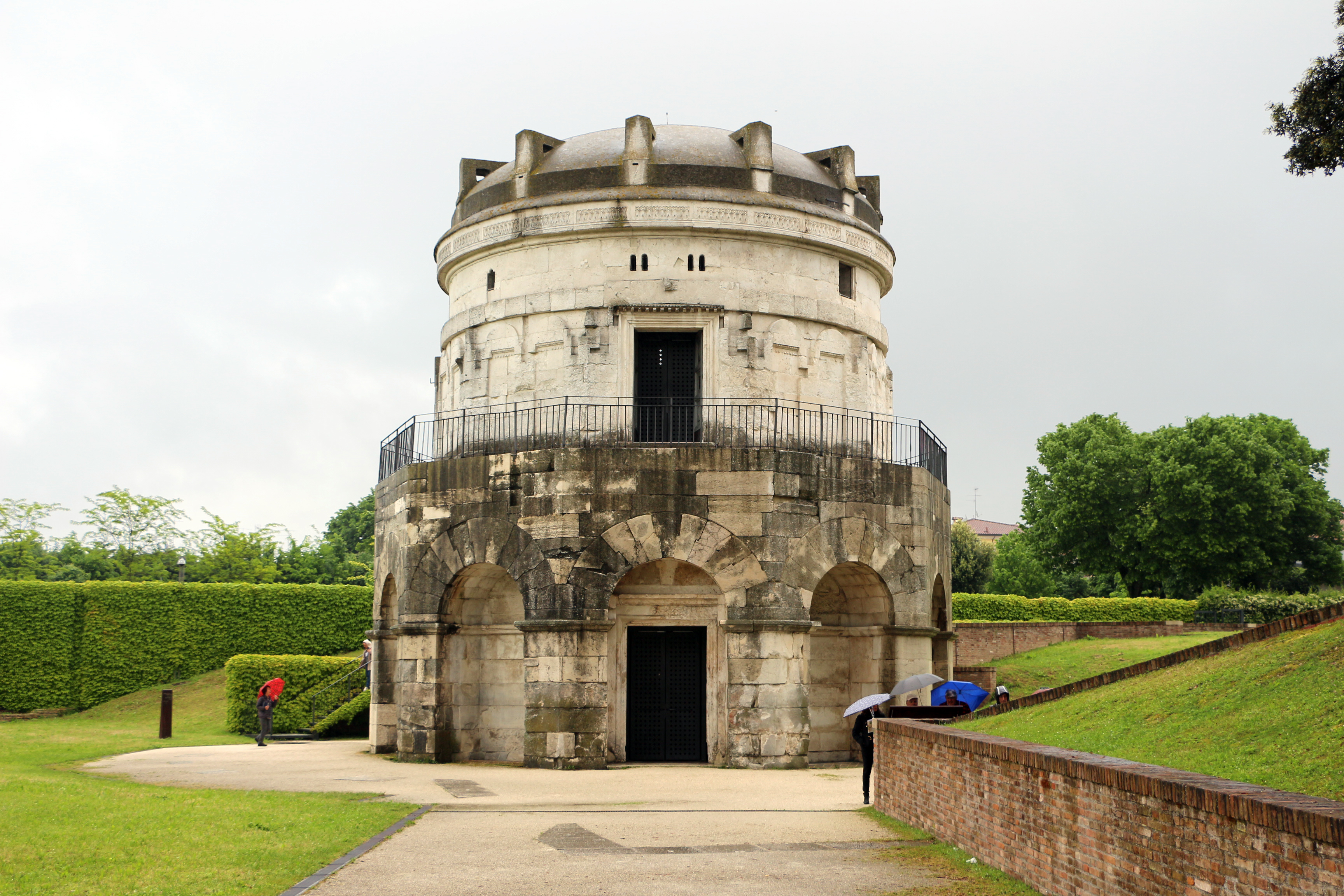
テオドリック廟
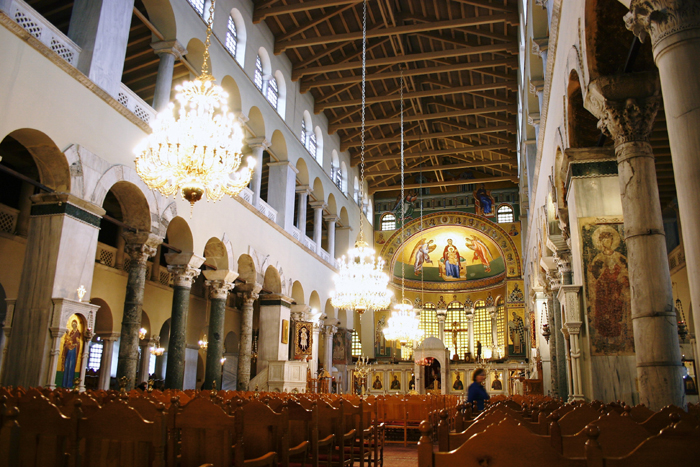
アギオス・ディミトリオス聖堂 (テッサロニキ)
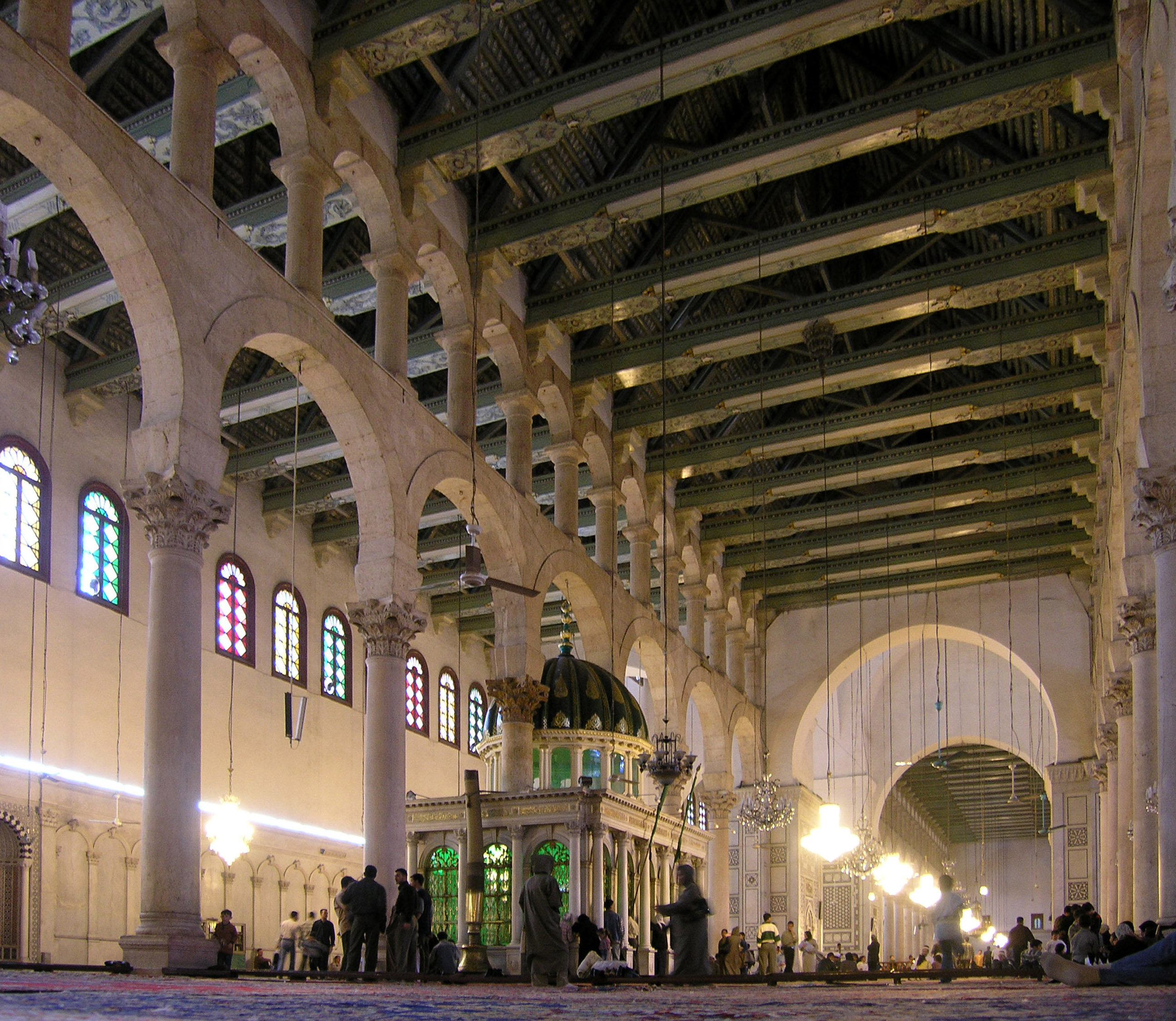
ウマイヤ・モスクの内部。末期ローマ建築のバシリカと共通する意匠が用いられている。